# Auguste Bordage
Pour les articles homonymes, voir Bordage.
Auguste J. Bordage (9 février 1874 - 6 janvier 1945) était un marchand et un homme politique canadien.

## Biographie
Auguste J. Bordage est né le 9 février 1874 à Saint-Louis-de-Kent, au Nouveau-Brunswick. Son père est Gilbert Bordage et sa mère est Domiltide Maillet. Il a étudié au Collège Saint-Joseph. Il a épousé Éléonore Barrieau le 7 août 1899 et le couple a eu 11 enfants, dont Camille Bordage.
Il a été député du comté de Kent à l'Assemblée législative du Nouveau-Brunswick de 1917 à 1944 en tant que libéral. Il a aussi été conseiller municipal du comté. Bordage meurt le 6 janvier 1945.